# Armando Galarraga
Pour les articles homonymes, voir Galarraga.
Armando Antonio Galarraga Barreto (né le 15 janvier 1982 à Cumaná, Venezuela) est un lanceur droitier des Ligues majeures de baseball.
Galarraga est connu pour avoir perdu en 2010 un match parfait après deux retraits en 9e manche à la suite d'une erreur d'un arbitre.

## Carrière

### Débuts
Armando Galarraga est recruté comme agent libre amateur par les Expos de Montréal le 31 octobre 1998. Encore cantonné aux seules Ligues mineures, il est transféré le 8 décembre 2005 aux Rangers du Texas à l'occasion de l'échange d'Alfonso Soriano.

### Rangers du Texas
Il fait ses débuts en Ligue majeure le 15 septembre 2007 sous l'uniforme des Rangers puis est échangé aux Tigers de Détroit le 5 février 2008.

### Tigers de Detroit
Il s'installe au sein de la rotation des lanceurs partants des Tigers, signant une belle saison recrue en 2008 avec 13 victoires pour 7 défaites. Il termine quatrième au vote de la meilleure recrue de l'année en Ligue américaine.
Sélectionné en équipe du Venezuela, il prend part à la Classique mondiale de baseball 2009. Il joue deux matches comme lanceur partant pour une victoire, 7,1 manches lancées et une moyenne de points mérités de 4,91.

#### Presque parfait

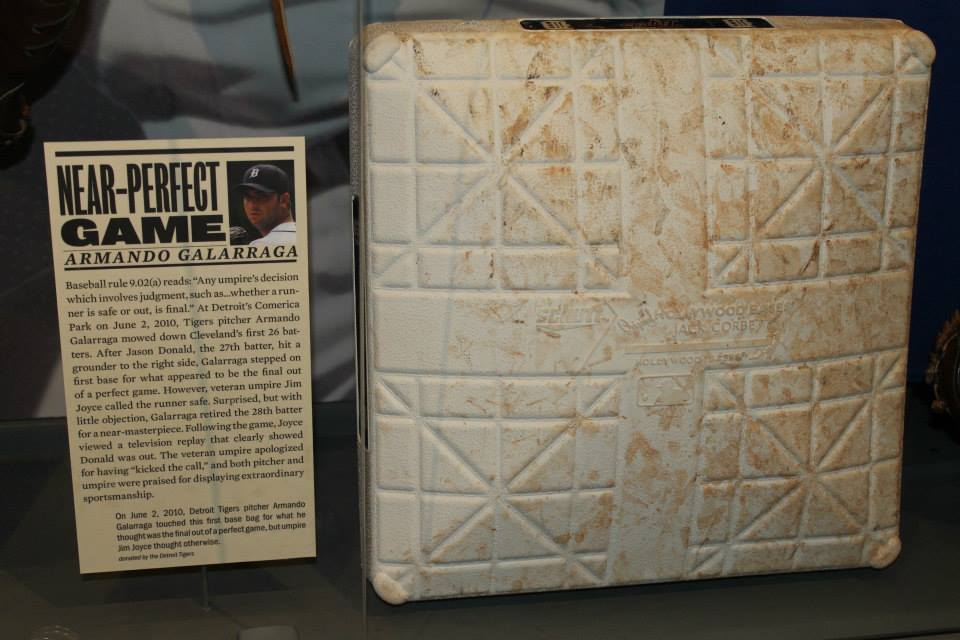
Au Comerica Park de Détroit, la plaque commémorant le match presque parfait d'Armando Galarraga et le coussin du premier but utilisé dans ce match controversé.

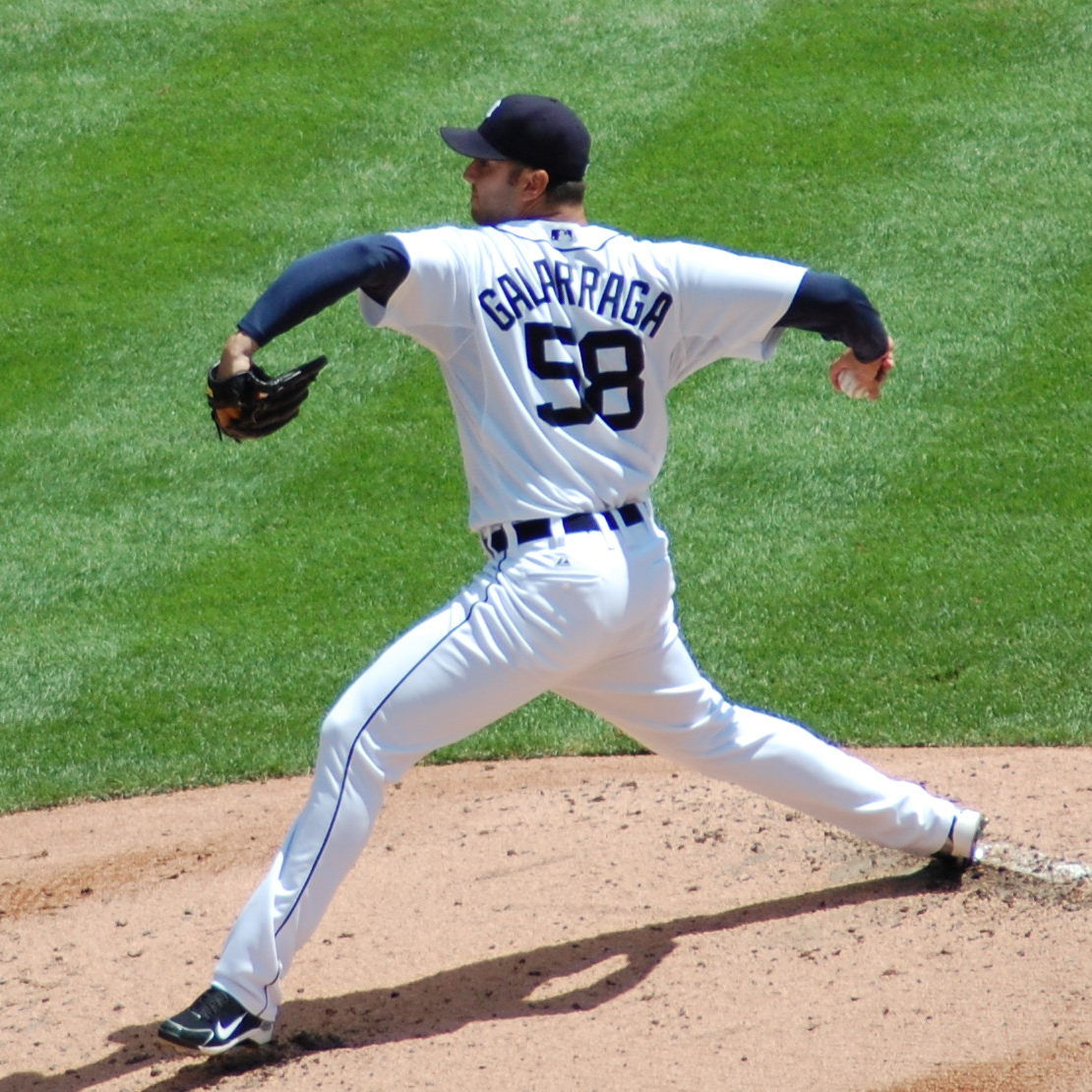
Armando Galarraga au monticule le 25 juillet 2010 pour les Tigers.

Le 2 juin 2010, Armando Galarraga lance huit manches et deux tiers parfaites à Détroit contre les Indians de Cleveland. Après 26 retraits consécutifs, le 27e frappeur à lui faire face, Jason Donald, frappe un roulant à l'avant-champ que le joueur de premier but des Tigers, Miguel Cabrera, relaie à Galarraga pour compléter ce qui aurait dû être un match parfait. Mais l'arbitre Jim Joyce déclare Donald sauf, contre toute attente, privant le lanceur des Tigers d'un match parfait et d'un match sans point ni coup sûr. La reprise vidéo, à laquelle le baseball majeur n'a pas recours pendant les matchs, montre clairement que le coureur n'avait jamais devancé le relais et que le lanceur, couvrant le premier but, avait bien le pied sur le coussin. Après le match, Joyce admet avoir rendu la mauvaise décision et demande un entretien avec Galarraga, à qui il présente ses excuses.
Le lendemain du match Tigers-Indians, le commissaire du baseball Bud Selig refuse de renverser la décision de l'officiel, ce qui aurait créé un précédent, et Armando Galarraga est privé du 21e match parfait de l'histoire des majeures. 
La controverse entraîne plusieurs appels à l'utilisation accrue de l'arbitrage vidéo, qui ne viendra qu'en 2014. Les commentaires sont généralement positifs envers l'arbitre Joyce et envers Galarraga pour la manière dont ils réagissent à la controverse. L'animateur américain Jon Stewart décerne à Galarraga la « médaille de raison » (Medal of Reasonableness) à son Rally to Restore Sanity and/or Fear, un rassemblement politique tenu à Washington en novembre 2010. En revanche, le commissaire Selig s'attire des critiques pour avoir refusé de renverser la décision, et est notamment proclamé « pire personne au monde » (Worst Person in the World) en juin 2010 par le journaliste Keith Olbermann à son émission Countdown with Keith Olbermann. 
L'événement sort de la sphère sportive : le porte-parole de la Maison-Blanche, Robert Gibbs, exprime publiquement son désir de voir le match parfait accordé à Galarraga. La gouverneure du Michigan, Jennifer Granholm, déclare que la partie lancée par Galarraga est un match parfait dans une proclamation symbolique. General Motors, dont le siège social est à Détroit, honore Galarraga avant un match des Tigers et lui offre une Corvette.
Lors du match du 3 juin, toujours entre Cleveland et Detroit, c'est Armando Galarraga qui remet à Jim Joyce, officiant ce jour-là derrière le marbre, l'alignement de départ des Tigers. Les deux hommes échangent une poignée de main. Le bruit médiatique entourant l'incident Galarraga-Joyce éclipse quelque peu l'annonce, faite plus tôt dans la journée, de la retraite de Ken Griffey, Jr., et vaut au lanceur des Tigers une invitation au Late Show with David Letterman. L'esprit sportif dont a fait preuve Galarraga après cette controverse lui vaut également d'être finaliste au titre de « Sportif de l'année » (Sportsman of the Year), récompense remise par le prestigieux Sports Illustrated depuis 1954. C'est toutefois la vedette du football américain, Drew Brees, qui reçoit l'honneur.
En 2011, Galarraga et Joyce collaborent à un livre de Daniel Paisner, Nobody's Perfect: Two Men, One Call and a Game for Baseball History. Leur collaboration faisant d'eux des partenaires d'affaires, Joyce ne peut plus arbitrer de matchs auxquels Galarraga participe, puisque cela serait perçu comme un conflit d'intérêts.
Galarraga livre des performances inconstantes après son match presque parfait du 2 juin. Il est même rétrogradé à Toledo, dans les ligues mineures, en juillet. Il subit huit défaites contre seulement deux victoires après cette date. Malgré une brillante sortie à son dernier départ de la saison, il termine l'année sur quatre revers en quatre sorties consécutives. Sa fiche en 2010 est de 4-9 avec une moyenne de 4,49 en 25 parties, dont 24 départs, et 144,1 manches lancées. Il lance deux matchs complets et réussit un blanchissage.

### Diamondbacks de l'Arizona
Lorsque les Tigers signent le lanceur Brad Penny le 18 janvier 2011, ils indiquent que Galarraga ne figure plus dans les plans de l'équipe pour la prochaine saison. Le 24 janvier, Galarraga est transféré aux Diamondbacks de l'Arizona en retour de deux lanceurs des ligues mineures, le droitier Kevin Eichhorn et le gaucher Ryan Robowski.
Après un mauvais début de saison 2011 avec les D-Backs, il est cédé au club de Reno dans les ligues mineures à la fin mai. Il n'est pas rappelé par les Diamondbacks, pour qui il a présenté une moyenne de points mérités de 5,91 en 42 manches et deux tiers lancées. Envoyé au monticule pour 8 départs du début de la saison à son renvoi dans les mineures, il a remporté trois victoires et subi quatre défaites. Il devient agent libre une fois la saison terminée.

### Orioles de Baltimore
Le 30 janvier 2012, Galarraga signe avec les Orioles de Baltimore. Incapable de gagner un poste avec l'équipe, il est libéré le 6 avril 2012.

### Astros de Houston
Le 21 mai 2012, Galarrage signe chez les Astros de Houston. Il effectue cinq départs, encaisse quatre défaites, et sa moyenne de points mérités s'élève à 6,75 en 24 manches lancées.

### Rockies du Colorado
Galarraga signe un contrat des ligues mineures avec les Reds de Cincinnati avant la saison 2013 mais ne se taille pas un poste avec le club. Cincinnati l'échange aux Rockies du Colorado le 15 juillet 2013 contre le lanceur des ligues mineures Parker Frazier. Il passe toute la saison 2013 en ligues mineures avec Louisville et Colorado Springs, les clubs-écoles des Reds et des Rockies, respectivement.

### Rangers du Texas
Le 3 février 2014, il signe un contrat des ligues mineures chez les Rangers du Texas. Il est libéré de ce contrat le 24 mars suivant, moins d'une semaine avant le début de la saison.

## Statistiques
En saison régulière
| Statistiques de lanceur |         |    |    |    |     |    |    |    |       |     |      |
| Saison                  | Équipe  | G  | GS | CG | SHO | SV | V  | D  | IP    | SO  | ERA  |
| 2007                    | Détroit | 3  | 1  | 0  | 0   | 0  | 0  | 0  | 8.2   | 6   | 6,23 |
| 2008                    | Détroit | 30 | 28 | 0  | 0   | 0  | 13 | 7  | 178.2 | 126 | 3,73 |
| 2009                    | Détroit | 29 | 25 | 0  | 0   | 0  | 6  | 10 | 143.2 | 85  | 5,64 |
| Totaux                  | Totaux  | 62 | 54 | 0  | 0   | 0  | 19 | 17 | 331.0 | 227 | 4,62 |

Note: G = Matches joués ; GS = Matches comme lanceur partant ; CG = Matches complets ; SHO = Blanchissages ; 
V = Victoires ; D = Défaites ; SV = Sauvetages ; IP = Manches lancées ; SO = retraits sur des prises ; ERA = Moyenne de points mérités.